# Distretto di Khan Abad
Il distretto di Khan Abad è un distretto dell'Afghanistan appartenente alla provincia di Konduz. Viene stimata una popolazione di circa 110.000 abitanti.